# Numerele de înmatriculare auto în Finlanda

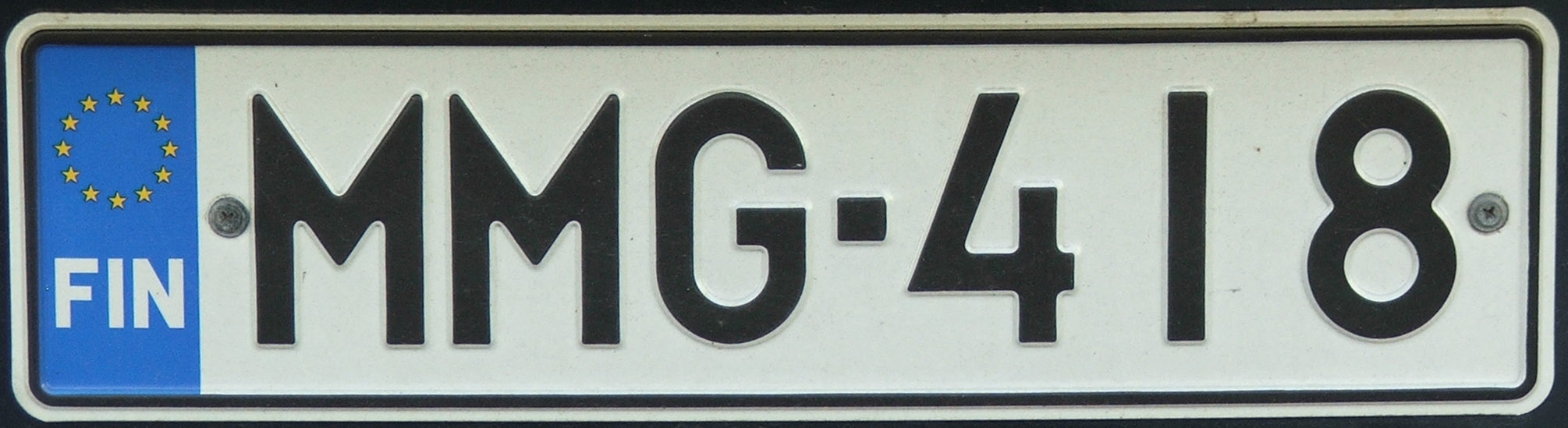
Număr de înmatriculare standard

Numerele de înmatriculare din Finlanda sunt compuse din 3 litere și 3 cifre separate printr-o cratimă.